# Giovanni Grasso (1888-1963)
Giovanni Grasso (11 de noviembre de 1888 – 30 de abril de 1963) fue un actor teatral y cinematográfico de nacionalidad italiana.

## Biografía
Nacido en Catania, Italia, en el seno de una familia dedicada a la representación con marionetas, era primo de Giovanni Grasso (1873-1930), un respetado actor teatral especializado en el repertorio en lengua siciliana, y por el cual en los inicios de su carrera tomó el nombre artístico de "Giovanni Grasso Junior".
A principios de los años 1910 se casó con la actriz Virginia Balistrieri, ya famosa en el cine mudo. Debutó en el cine en 1932, bajo dirección de Nunzio Malasomma, en la comedia La telefonista, con Isa Pola, iniciando así una larga carrera en la que actuó en más de 60 películas.
Giovanni Grasso falleció en 1963 en Catania, Italia.

## Filmografía
- La telefonista, de Nunzio Malasomma (1932)
- Vecchia guardia, de Alessandro Blasetti (1934)
- Porto, de Amleto Palermi (1935)
- Sentinelle di bronzo, de Romolo Marcellini (1937)
- Sotto la croce del sud, de Guido Brignone (1938)
- Piccoli naufraghi, de Flavio Calzavara (1939)
- Traversata nera, de Domenico Gambino (1939)
- La grande luce, de Carlo Campogalliani (1939)
- Terra di nessuno, de Mario Baffico (1939)
- Retroscena, de Alessandro Blasetti (1939)
- I figli della notte, de Aldo Vergano (1939)
- Piccolo hotel, de Piero Ballerini (1939)
- La conquista dell'aria, de Romolo Marcellini (1940)
- Il signore della taverna, de Amleto Palermi (1940)
- L'uomo della legione, de Romolo Marcellini (1940)
- Il segreto di Villa Paradiso, de Domenico Gambino (1940)
- Mare, de Mario Baffico (1940)
- Il ladro, de Anton Germano Rossi (1940)
- Leggenda azzurra, de Giuseppe Guarino (1941)
- Voglio vivere così, de Mario Mattoli (1941)
- Ragazza che dorme, de Andrea Forzano (1941)
- Il vetturale del San Gottardo, de Hans Hinrich y Ivo Illuminati (1942)
- Don Cesare di Bazan, de Riccardo Freda (1942)
- Noi vivi, de Goffredo Alessandrini (1942)
- Addio, Kira!, de Goffredo Alessandrini (1942)
- Luisa Sanfelice, de Leo Menardi 1942)
- Quarta pagina, de Nicola Manzari (1943)
- Due cuori fra le belve, de Giorgio Simonelli (1943)
- Buongiorno, Madrid!, de Max Neufeld (1943)
- Il fanciullo del West, de Giorgio Ferroni (1943)
- Chi l'ha visto?, de Goffredo Alessandrini (1943)
- Il cappello da prete, de Ferdinando Maria Poggioli (1944)
- La porta del cielo, de Vittorio De Sica (1944)
- All'ombra della gloria, de Pino Mercanti (1945)
- I dieci comandamenti, de Giorgio Walter Chili (1945)
- La grande aurora, de Giuseppe Maria Scotese (1947)
- Eleonora Duse, de Filippo Walter Ratti (1947)
- Il passatore, de Duilio Coletti (1947)
- Il principe ribelle, de Pino Mercanti (1947)
- Malacarne, de Pino Mercanti (1947)
- Legge di sangue, de Luigi Capuano (1948)
- Sono io l'assassino, de Roberto Bianchi Montero (1948)
- Anni difficili, de Luigi Zampa (1948)
- La figlia del peccato, de Armando Grottini (1949)
- Margherita da Cortona, de Mario Bonnard (1949)
- Vento d'Africa, de Anton Giulio Majano (1949)
- Benvenuto reverendo!, de Aldo Fabrizi (1950)
- Rondini in volo, de Luigi Capuano (1950)
- Gli inesorabili, de Camillo Mastrocinque (1950)
- Serenata trágica, de Giuseppe Guarino (1951)
- La famiglia Passaguai, de Aldo Fabrizi (1951)
- L'ultima sentenza, de Mario Bonnard (1951)
- Clandestino a Trieste, de Guido Salvini (1951)
- Altri tempi - Zibaldone n. 1, de Alessandro Blasetti (1952)
- Melodie immortali, de Giacomo Gentilomo (1952)
- Città canora, de Mario Costa (1952)
- Una croce senza nome, de Tullio Covaz (1952)
- Gli innocenti pagano, de Luigi Capuano (1952)
- Cuore di spia, de Renato Borraccetti (1953)
- Anni facili, de Luigi Zampa (1953)
- Vacanze d'amore, de Jean-Paul Le Chanois (1954)
- Questa è la vita, de Aldo Fabrizi (1954)
- Totò e Carolina, de Mario Monicelli (1955)